# Yucca faxoniana
Yucca faxoniana és una espècie d'arbust perennifoli, de fulla perenne i rígida, de la família de les Agavàcies. Aquest gegant és natiu de Texas occidental a Mèxic nord.
Triga molts anys a arribar a la seva alçada màxima. El seu aspecte és molt semblant al de les palmes i les seves atractives flors penjants les fan molt apreciades, a més de ser plantes útils. Les seves tiges són massisses, les fulles són com dagues i de pues grans. Les fulles lanceolades neixen en rosetes del centre de les quals brolla un llarg escap floral amb un grup de flors pèndules acampanades. La flor és de color ivori. La pol·linització succeeix poques vegades i només per intervenció de la papallona de la yuca.
El cabdell fermentat produeix una beguda alcohòlica, el "sotol", d'aspecte semblant al tequila, típic de l'Estat de Chihuahua (Mèxic) i de zones confrontants. Fins i tot l'oli que pugui derivar d'aquesta planta s'usa com a pigment en alguns sabons de tocador, tot i que això no és molt comú.